# Бровичев, Пётр Иванович
Пётр Иванович Бровичев (10 октября 1918, Петрово Хотынецкий район Орловской области — 26 мая 1988), участник Великой Отечественной войны, полный кавалер ордена Славы.

## Биография
Родился в семье рабочего. Окончил 7 классов. С 1932 года переехал в Донбасс (г. Макеевка) где закончил горнопромышленное училище. Работал горнорабочим на шахте им. Орджоникидзе. В 1939 году был призван в Красную Армию. С первого дня участвовал в Великой Отечественной войне сначала сапером на Закавказском, Западном, Калининском фронтах, затем в должности помощника командира саперного взвода на Центральном, Белорусском и 1-м Белорусском фронтах. 
- 22.01.1944 г. награждён орденом Славы 3 степени.
- 05.09.1944 г. награждён орденом Славы 2 степени.
- 31.5.1945 г. награждён орденом Славы 1 степени.

В 1945 г. демобилизован. Жил в пос. Калинина г. Макеевка-7. Вернулся на шахту им. Орджоникидзе, работал горным мастером. 

Награждён орденами Славы I, II и III степени, Отечественной войны 1 степени, Красной Звезды, медалями «За оборону Москвы», «За освобождение Варшавы», «За взятие Берлина», «За победу над Германией». 

Умер 26.05.1988 г.

## Память
В 2005 году земляки Петра Ивановича открыли ему памятную доску в Аллее боевой и трудовой славы в поселке Хотынец.